# Gabinete Libermann
Gabinete Libermann és un muntatge teatral d'Els Joglars feta per encàrrec. Fou estrenada al Teatre Cirviànum de Torelló el 21 de desembre de 1984 i al Centro Nacional de Nuevas Tendencias Escénicas de Madrid el 16 de gener de 1985. El grup fou candidat a millor intèrpret de teatre en els Fotogramas de Plata 1985

## Argument
Inspirada en la història real d'una dona de Poitiers que va passar 25 anys tancada en una habitació, l'escenari és una gàbia on es fa un experiment psicològic sobre una parella i el "síndrome d'enclaustrament". El doctor Eduardo Libermann ha intentat un sistema per desprogramar dos pacients, Javier i Marisa, que han romàs molts anys tancats voluntàriament en un petit apartament. A més, l'obra juga totalment amb la presència del públic, que res més entrar veu la gàbia.

## Actors
- Antonio Vicente Valero Osma (Eduardo Libermann)
- Pepa López (Rita Llopis)
- Juan Viadas (Javier Z)
- Carles Mallol (Rogelio Riu)
- Sara Molina (Marisa M)